# 大語族
大語族（だいごぞく）もしくは超語族（ちょうごぞく、英: macro-family、superfamily、phylum）は、言語学の用語で語族よりもう一つ大きい系統の単位。同じ言語（祖語）から分かれた語族をまとめたもの。
基礎語彙に系統関係が認められれば語族にまとめられるため、大語族は、それ以外の、文法、音韻、基礎語彙の断片的な共通性などを元に仮説が立てられる。
学説としては唱えられているものがあるが今のところ広く認められている大語族はない。

## 主な大語族の説
ノストラティック大語族
ホルガー・ペデルセンが提唱、en:Vladislav Illich-Svitychとen:Aharon Dolgopolskyが現代の仮説に形作る。アフロ・アジア語族、南コーカサス語族、インド・ヨーロッパ語族、ウラル語族、ドラヴィダ語族、アルタイ語族、エスキモー・アレウト語族を含む。
ユーラシア大語族
ジョーゼフ・グリーンバーグが主張する。エトルリア語、インド・ヨーロッパ語族、ウラル語族、ユカギル語、アルタイ語族、朝鮮語、日琉語族、アイヌ語、ニヴフ語、チュクチ・カムチャッカ語族、エスキモー・アレウト語族を含む。
オーストリック大語族
ヴィルヘルム・シュミットが主張した。オーストロアジア語族とオーストロネシア語族を含む。タイ・カダイ語族、ミャオ・ヤオ語族を含むこともある。
東アジア大語族
シナ・チベット語族、モン・ミエン語族、オーストロネシア語族、オーストロアジア語族、クラ・ダイ語族を含む。日琉語族、朝鮮語族を含む場合もある。
デネ・コーカサス大語族
en:John Bengtsonが主張する。シナ・チベット語族、ナ・デネ語族、エニセイ語族、バスク語、古典アキテーヌ諸語（語族）、北東コーカサス語族、北西コーカサス語族、ブルーシャスキー語を含む
インド・太平洋大語族
ジョセフ・グリーンバーグが主張した。タスマニア語と大アンダマン諸語、ニューギニア諸語を含む。クスンダ語、ニハリ語を含むこともある。
ボレア大語族
旧ソ連のセルゲイ・スタロスティンが主張する。ボレアとは北半球のことである。その全域の言語を含む。
パプア諸語の大語族
パプア諸語に含まれる数十の語族を、6つ程度の大語族にまとめる。
アメリンド大語族
ナ・デネ語族、エスキモー・アレウト語族を除くアメリカ先住民の言語の言語をアメリンド大語族にまとめる。ジョセフ・グリーンバーグが主張した。
世界祖語
メリット・ルーレン が主張する。全ての人の祖先を遡るとミトコンドリア・イヴに行き着くように、全ての言語の祖先を遡ると行き着くとされる言語。必然的に全ての言語は世界語族の一員ということになる。